# Nadine Beiler
Nadine Beiler (Tirol, Áustria, 27 de Maio de 1990) é uma cantora austríaca, que em 2007 ganhou a 3.ª edição da mostra Austríaca Starmania da Carcaça, o equivalente Austríaco do Idol Americano. Em 16 de fevereiro de 2007, ela cantou seu primeiro solo. Atualmente Beiler está cursando à High School em Tirol, onde vive com seus pais e sua irmã em Inzing.

## Festival Eurovisão da Canção

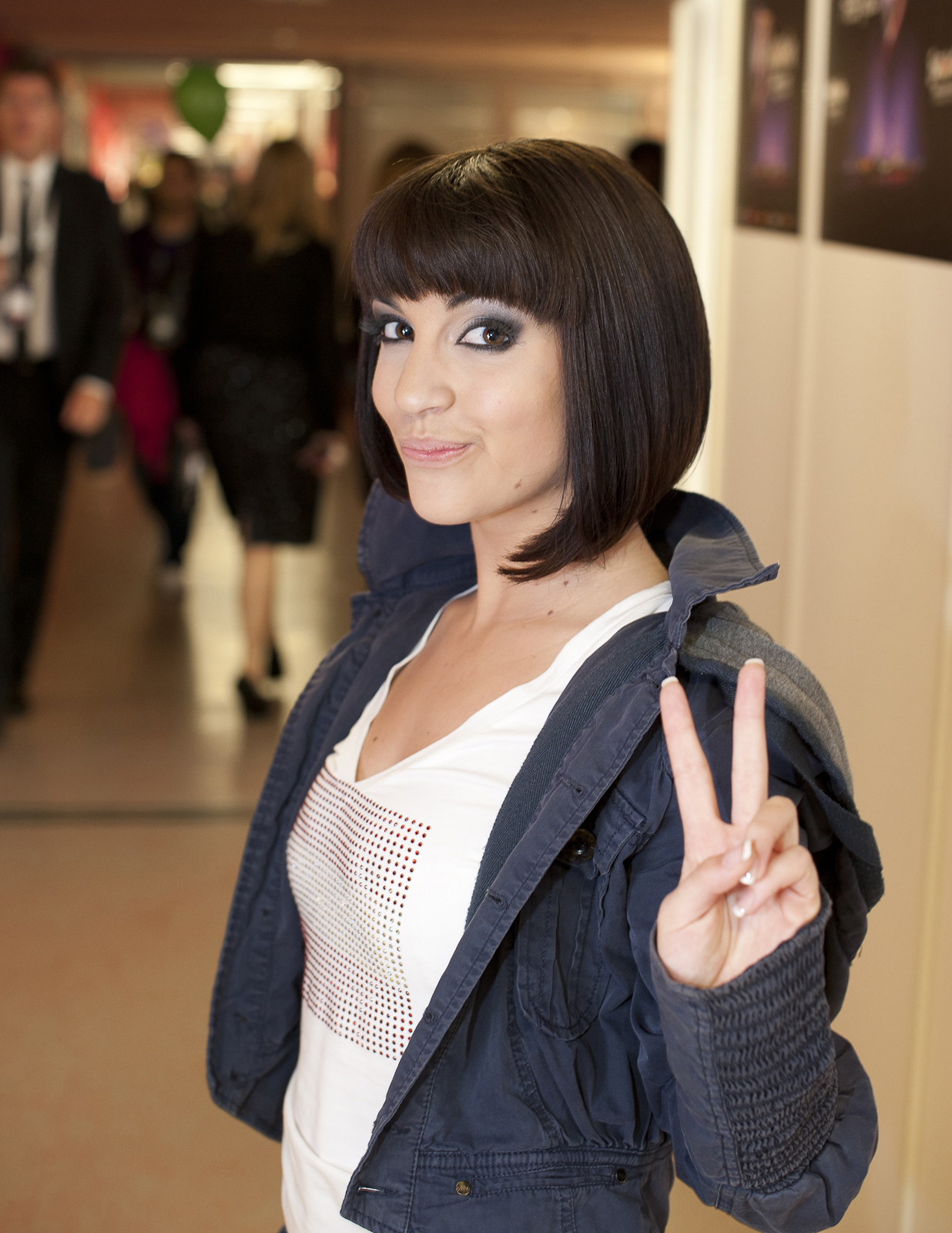
Nadine Beiler na Eurovisão

Nadine Beiler representou o seu país natal, a Áustria, no Festival Eurovisão da Canção 2011 com o tema "The Secret is Love", ela consegui um honroso 7.º lugar com 64 pontos, passando á final. Na final ela conseguiu um 18.º lugar com 64 pontos.

## Discografia

### Albums
| Título              | Detalhes | Posições |
| Título              | Detalhes | AUT      |
| ------------------- | --- | -------- |
| Komm doch mal rüber | - Released: 25 May 2007 - Label: Universal Music - Format: CD, Download digital                                 | 4        |
| I've Got a Voice    | - Released: 13 May 2011 - Label: Sony Music Entertainment, Serious Entertainment - Format: CD, Download digital | 3        |

### Singles
| Ano  | Título              | Posições | Álbum               |
| Ano  | Título              | AUT      | Álbum               |
| ---- | ------------------- | -------- | ------------------- |
| 2007 | Alles was du willst | 2        | Komm doch mal rüber |
| 2007 | Was wir sind        | 15       | Komm doch mal rüber |
| 2011 | The Secret Is Love  | 9        | I've Got a Voice    |